# Arctops
Arctops is een geslacht van uitgestorven therapsiden, behorend tot de Gorgonopsia. Het dier leefde in het Laat-Perm in zuidelijk Afrika.

## Fossiele vondsten
Fossielen van Arctops zijn gevonden in de bovenste subzone van de Endothiodon-faunazone in de Karoo in Zuid-Afrika. De fossiele vondsten dateren uit het Wuchiapingien.

## Taxonomie
Arctops werd voorheen tot de Rubidgeinae gerekend, maar wordt nu samen met Smilesaurus gezien als leden van een onafhankelijke ontwikkelingslijn van grote gorgonopsiërs.

## Kenmerken
Arctops was zo groot als een leeuw met een schedellengte van ongeveer 30 cm en een totale lengte van circa 180 cm. 